# Cattleya harpophylla
La Cattleya harpophylla es una especie de orquídea epifita  que pertenece al género de las Cattleya.  

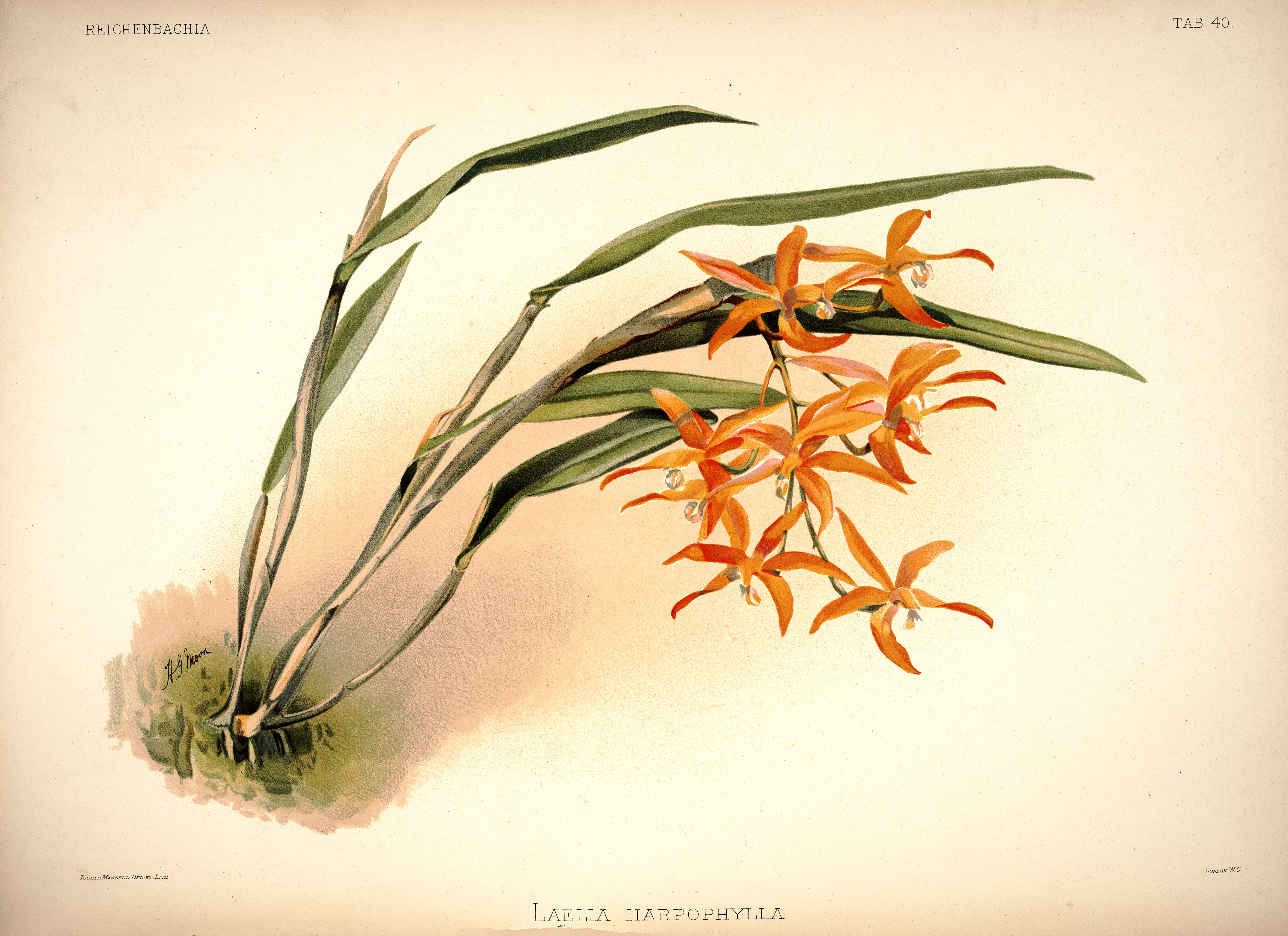
Ilustración

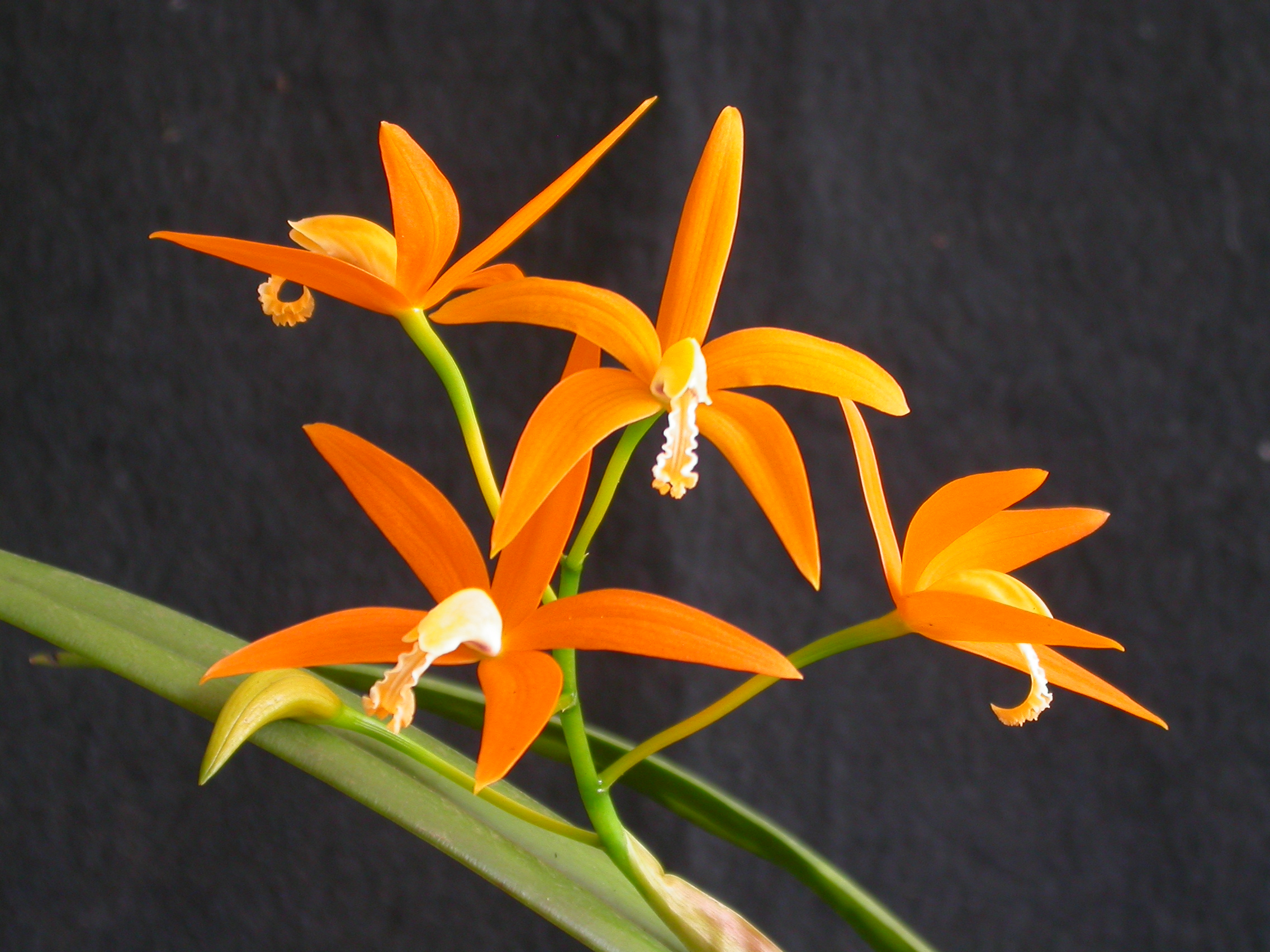
Vista de la planta

## Descripción
Es una orquídea de tamaño mediano, con hábitos de epifita y con pseudobulbos delgados, cilíndricos que llevan una solitario hoja con forma de hoz o  forma de espada. La inflorescencia  es erecto, terminal,de 15 cm de largo, con varias flores, agrupadas en la parte superior, la inflorescencia racemosa subtendida por una pequeña funda que es más corta que las hojas y que aparece en el otoño en Brasil y el final del invierno y la primavera en los climas del norte.

## Distribución
Se encuentra en Brasil en elevaciones de 500 a 900 metros en hábitats húmedos sombríos.   
Esta especie se separa fácilmente porque es hábito epífita, es alargado, tallos delgados y su inflorescencia corta que casi iguala a la de la hoja de longitud, así como bloomning a finales del invierno y la primavera.

## Taxonomía
Cattleya harpophylla fue descrita por (Rchb.f.) Van den Berg  y publicado en Neodiversity: A Journal of Neotropical Biodiversity 3: 7. 2008.
Etimología
Cattleya: nombre genérico otorgado en honor de William Cattley orquideólogo aficionado inglés,
harpophylla: epíteto latíno que significa "con hoja en forma de hoz".
Sinonimia
- Cattleya brevicaulis (H.G.Jones) Van den Berg
- Dungsia brevicaulis (H.G.Jones) Chiron & V.P.Castro
- Dungsia harpophylla (Rchb.f.) Chiron & V.P.Castro
- Hoffmannseggella brevicaulis H.G.Jones
- Hoffmannseggella harpophylla (Rchb.f.) H.G.Jones
- Laelia brevicaulis (H.G.Jones) Withner
- Laelia cowanii Rolfe
- Laelia geraensis Barb.Rodr.
- Laelia harpophylla Rchb.f.
- Laelia harpophylla var. xanthina Pabst
- Laelia harpophylla f. xanthina (Pabst) M.Wolff & O.Gruss
- Sophronitis brevicaulis (H.G.Jones) Van den Berg & M.W.Chase
- Sophronitis harpophylla (Rchb.f.) Van den Berg & M.W.Chase[1][5][6]